# Антинуклеарни покрет
Антинуклеарни покрет су напори широм света да се забрани нуклеарна технологија, посебно оружје масовног уништења и системи за њихов транспорт и лансирање. Многи појединци, групе и формалне организације, понекад и нације, спонзоришу програме образовања јавности и законодаваца против развоја и ширења таквих технологија, уређаја, постројења и сл.